# Cortinarius iodes
Cortinarius iodes, comúnmente conocido como el cort manchado o el cort violeta viscoso, es una especie de hongo amanita en la familia Cortinariaceae. Los cuerpos de la fruta tienen pequeñas tapas fangosas color púrpura, de hasta 6 cm (2,4 in) de diámetro que desarrollan manchas y rayas amarillentas en la madurez. El enmalle cambia de color violeta a marrón oxidado o grisáceo como la seta va madurando. La distribución de la especie incluye el este de América del Norte, América Central, el norte de Sudamérica y el norte de Asia, donde crece en el suelo en una asociación micorrícica con árboles de hoja caduca. Aunque comestible, la seta no se recomienda para el consumo. Cortinarius iodeoides, una de las varias especies potencialmente semejantes, se pueden distinguir de C. iodes por su cutícula de sabor amargo.

## Taxonomía
La especie fue descrita científicamente por primera vez por Miles Joseph Berkeley y Moisés Ashley Curtis en 1853. La colección de tipo fue hecha por el botánico americano William Henry Ravenel en Carolina del Sur. Joseph Ammirati y Bigelow Howard consideraron al Cortinarius heliotropicus, descrito por Charles Horton Peck en 1914, como la misma especie que C. iodes, después de examinar especímenes holotipo de ambos. De acuerdo con la nomenclatura de la  bases de datos MycoBank y el índice Fungorum, sin embargo, Cortinarius iodes no tiene sinónimos. Si son en realidad la misma especie, el nombre C. iodes tiene prioridad. C . iodes se clasifica en el subgénero Myxacium, junto con otras especies de Cortinarius que tienen un tapón y madre viscosos. El epíteto específico iodes significa "violetado". Es comúnmente conocido como el "cort manchado" o la "cort viscosa violeta".

## Hábitat y distribución
Cortinarius iodes forma asociaciones de micorrizas con árboles de hoja caduca, sobre todo robles. Los cuerpos frutales del Cortinarius iodes, pueden crecer individualmente en ocasiones, pero más a menudo lo hacen dispersos o en grupos bajo los árboles de madera dura, en humus y hojarasca. Hábitats típicos incluyen bordes de pantano, zonas pantanosas, y montículos. La fructificación ocurre generalmente de julio a noviembre. En América del Norte, es común en las regiones orientales, y poco frecuente en el noroeste del Pacífico. Su distribución se extiende desde el este de Canadá hacia el sur en América Central y norte de América del Sur. También se produce en el norte de Asia.